# Tonnie Heijnen
Tonnie Heijnen (* 3. Juni 1967 in Hoogeveen) ist ein niederländischer Behindertensportler im Tischtennis. Er nahm dreimal an den Paralympics teil.

## Werdegang
Heijnen spielte zunächst Fußball. Als er mit 21 Jahren einen Kreuzbandriss erlitt, wechselte er die Sportart und spielte erstmals Tischtennis. Dabei war er bei wechselnden Vereinen aktiv. 2002 verlor er bei einem Autounfall ein Bein. Seitdem nimmt er als Behindertensportler an nationalen und internationalen Turnieren teil. Kaum zwei Jahre nach dem Unfall hatte Heijnen seinen ersten Erfolg bei den Paralympics. Mit dem niederländischen Behindertenteam gewann er Gold. Durch diese Leistungen befand er sich auf dem achten Platz der Weltrangliste. Er gewann bei elf Teilnahmen dreimal die niederländischen Meisterschaften und wurde fünfmal Zweiter. Bei den Paralympischen Spielen 2012 blieb er ohne Medaille.
Heijnen ist im Tischtennis auch in Deutschland aktiv. Er spielt beim SC Union Emlichheim.

## Erfolge

### Niederländische Meisterschaften
- 2003 Einzel Silber
- 2004 Einzel Gold
- 2005 Einzel Silber
- 2006 Einzel 4. Platz
- 2007 Einzel Gold
- 2008 Einzel 5. Platz
- 2009 Einzel Silber
- 2010 Einzel Gold
- 2011 Einzel Silber
- 2012 Einzel 5. Platz
- 2013 Einzel Silber

### Paralympische Spiele
- 2004 Team Gold
- 2008 Team Gold
- 2012 Team Viertelfinale

## Privates
Heijnen ist bei der niederländischen Kriminalpolizei angestellt. Er ist Träger des Ordens vom Niederländischen Löwen.